# Astor Place Riot

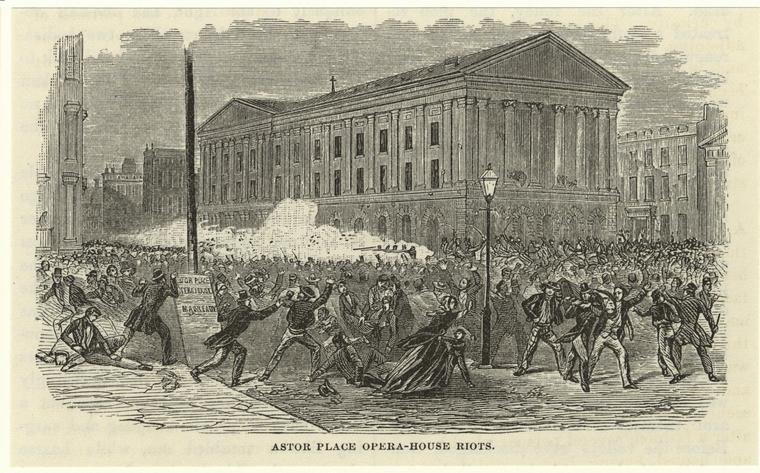
Astor Place Riot (zeitgenössische Darstellung)

Als Astor Place Riot wird ein Aufruhr bezeichnet, der sich am 10. Mai 1849 anlässlich einer Aufführung des Theaterstücks Macbeth von William Shakespeare in New York entzündete. Die Krawalle forderten mindestens 25 Tote und über 120 Verletzte.

## Ablauf und Hintergrund
Auslöser des Aufruhrs war die Konkurrenz zweier berühmter Schauspieler, im Hintergrund standen soziale Spannungen und anti-britische Ressentiments. Der US-Amerikaner Edwin Forrest erfreute sich unter Arbeitern großer Popularität, während der Brite William Charles Macready von den wohlhabenden Schichten und der literarischen Elite geschätzt wurde.
Forrest spielte am Broadway Theatre die Titelrolle in Macbeth. Im Rahmen einer US-Tournee trat sein britischer Rivale Macready nur wenige Häuserblocks entfernt im Astor Opera House in derselben Rolle auf. Am Abend der ersten Aufführung versammelten sich rund 20.000 Anhänger Forrests vor dem Astor Opera House und beschimpften das ankommende Publikum. Forrest-Parteigänger, die zu Hunderten Karten für die Vorstellung erworben hatten, buhten und pfiffen Macready aus, warfen Abfälle auf die Bühne und demolierten die Bestuhlung. Nach Ende der Aufführung entkam der Brite in einer Verkleidung aus dem Theater.
Um des Aufruhrs Herr zu werden, berief die Stadtregierung die Nationalgarde ein. Nachdem Steine auf das Theater geworfen wurden, einige Demonstranten versuchten, das Gebäude in Brand zu setzen und das Publikum aus dem Theater flüchtete, schoss die Nationalgarde auf die Menge. Gezählt wurden mindestens 25 Tote und über 120 Verletzte.
Diese Vorfälle sind eine Wurzel für den unter Schauspielern verbreiteten Aberglauben, das Aussprechen des Stücktitels Macbeth bringe Unglück. Das Drama wird von vielen Schauspielern lieber als Das schottische Stück (The Scottish Play) bezeichnet.